# Copa da Escócia de 1933–34
A Copa da Escócia de 1933-34 foi a 56º edição do torneio mais antigo do futebol da Escócia. O campeão foi o Rangers F.C., que conquistou seu 8º título na história da competição ao vencer a final contra o St. Mirren F.C., pelo placar de 5 a 0.

## Premiação
| Copa da Escócia de 1933-34       |
| Escócia                          |
| -------------------------------- |
| Rangers F.C. Campeão (8º título) |